# Proasellus gourbaultae
Proasellus gourbaultae är en kräftdjursart som beskrevs av Henry och Guy Magniez 1981. Proasellus gourbaultae ingår i släktet Proasellus och familjen sötvattensgråsuggor. Inga underarter finns listade i Catalogue of Life.